# Brezovica (Gradina)
Brezovica is een plaats in de gemeente Gradina in de Kroatische provincie Virovitica-Podravina. De plaats telt 698 inwoners (2001).